# Маєрсвілл (Меріленд)
Маєрсвілл (англ. Myersville) — місто (англ. town) в США, в окрузі Фредерік штату Меріленд. Населення — 1748 осіб (2020).

## Географія
Маєрсвілл розташований за координатами 39°30′37″ пн. ш. 77°34′17″ зх. д. / 39.51028° пн. ш. 77.57139° зх. д. (39.510262, -77.571409).  За даними Бюро перепису населення США в 2010 році місто мало площу 2,65 км², з яких 2,64 км² — суходіл та 0,00 км² — водойми.

## Демографія
Згідно з переписом 2010 року, у місті мешкало 1626 осіб у 531 домогосподарстві у складі 437 родин. Густота населення становила 614 особи/км².  Було 553 помешкання (209/км²).
Расовий склад населення:
| - 95,1 % — білих - 2,2 % — чорних або афроамериканців - 1,3 % — азіатів - 0,2 % — корінних американців |

До двох чи більше рас належало 1,0 %. Частка іспаномовних становила 3,5 % від усіх жителів.
За віковим діапазоном населення розподілялося таким чином: 30,8 % — особи молодші 18 років, 62,3 % — особи у віці 18—64 років, 6,9 % — особи у віці 65 років та старші. Медіана віку мешканця становила 38,1 року. На 100 осіб жіночої статі у місті припадало 101,0 чоловіків;  на 100 жінок у віці від 18 років та старших — 96,0 чоловіків також старших 18 років.
Середній дохід на одне домашнє господарство  становив 122 698 доларів США (медіана — 112 708), а середній дохід на одну сім'ю — 132 104 долари (медіана — 126 250). Медіана доходів становила 76 875 доларів для чоловіків та 54 464 долари для жінок. За межею бідності перебувало 1,2 % осіб, у тому числі 0,0 % дітей у віці до 18 років та 2,4 % осіб у віці 65 років та старших.
Цивільне працевлаштоване населення становило 971 осіб. Основні галузі зайнятості: освіта, охорона здоров'я та соціальна допомога — 21,2 %, науковці, спеціалісти, менеджери — 19,9 %, публічна адміністрація — 14,6 %, роздрібна торгівля — 9,5 %.